# إيما بوش
إيما بوش (بالإسبانية: Emma Bosch)‏ هي متزحلقة إسبانية، ولدت في 22 فبراير 1971، وتوفيت في 26 مارس 1994.

## وصلات خارجية
- إيما بوش على موقع الاتحاد الدولي للتزلج (التزلج على المنحدرات الثلجية) (الإنجليزية)
- إيما بوش على موقع أوليمبيديا (الإنجليزية)